# Ритуалы плавания
«Ритуалы плавания» (также: «Верительная грамота»; англ. Rites of Passage) — восьмой роман британского писателя, лауреата Нобелевской премии по литературе Уильяма Голдинга, впервые опубликованный издательством Faber & Faber в 1980 году. Роман стал первым в трилогии, под заголовком «На край света: морская трилогия» опубликованной в 1991 году.

## Содержание
Цикл «На край света: морская трилогия» (1991), куда вошли романы «Ритуалы плавания» (1980), «Тесное соседство» (1987) и «Пожар внизу» (1989), историческая сага XVIII века, вернула писателя к жанру аллегории: корабль здесь служит символом Британской империи. Голдинг рассказывал, что идея Морской трилогии возникла у него после прочтения биографии герцога Веллингтона, «ужасной истории» (написанной Элизабет Лэнгфорд), которая, как говорил писатель, «заставила его попытаться понять, как от стыда можно — действительно умереть». Первый роман цикла, по мнению Блейка Моррисона (обозревателя New Statesman), перекликается с «Повелителем мух» — по крайней мере, в основной идее, о том, что человек, как «падшее существо», способен на «злодеяния, для описания коих не находится слов».
Действие романа происходит на корабле, плывущем из Англии в Австралию; историю путешествия читателю предлагается проследить по дневнику, который ведет молодой аристократ по имени Эдмунд Талбот. Драматические события романа разворачиваются, в основном, при участии священника мистера Колли (скрытого гомосексуалиста), который во время путешествия умирает от стыда — в прямом смысле слова.
В «Ритуалах плавания» ограниченное пространство корабля с пассажирами на борту, оставаясь реальным и жизнеподобным пространством, в то же время (по А. Чамееву) «метафорически выполняет функцию совсем не пространственных отношений: корабль — микромодель общества в британском его варианте, а вместе с тем и символ всего человечества, суетного, раздираемого противоречиями, движущегося среди опасностей в неведомом направлении».

### Сюжет
Молодой аристократ Эдмунд Талбот по просьбе своего высокопоставленного крестного ведет дневник морского путешествия. Он описывает крайне удручающие его бытовые неудобства на корабле, отсутствие подходящей компании, собственное недомогание (морскую болезнь). Наибольшее внимание его привлекает один из офицеров корабля, выходец из простых матросов Саммерс, который кажется ему на удивление соответствующим определению «джентльмен», и один из пассажиров — пастор Колли, который, напротив, кажется ему человеком жалким и назойливым.
Эдмунд достаточно откровенно рассказывает о своей интимной связи с одной из пассажирок, девицей легкого поведения, своем скрытом противостоянии с капитаном корабля Андерсоном, которого Талбот считает деспотом (Андерсона отличает в том числе агрессивный атеизм). Описывает он также, что однажды стал свидетелем вызывающе неприличного поведения пастора Колли — пьяный, тот справил малую нужду на виду у всех пассажиров, в том числе дам. После этого Колли впал в глубокую депрессию, не выходил из каюты, и через несколько дней умер. Не без влияния Саммерса Эдмунд оказывается втянутым в эту историю — сначала он пытался подбодрить Колли, а потом участвовал в расследовании обстоятельств смерти.
Некий свет на историю пролило неотправленное и неоконченное письмо Колли к сестре, где он рассказывал, в том числе, как над ним издевались и унижали его матросы и офицерский состав. В том же письме Колли пространно восхищался как самим Талботом, так и красотой одного из матросов, Роджерса. В ходе расследования капитан высказал предположение, что смерть священника могла быть следствием группового изнасилования, и из-за скандальности темы расследование решили прекратить. Все же Эдмунд продолжал размышлять над произошедшим, и понял, наконец, правду — Колли действительно умер от стыда, но не потому, что над ним надругались, а потому что он добровольно, потеряв контроль над собой, сделал минет Роджерсу.
Эдмунд, испытывая некое чувство вины, что не смог защитить Колли от нападок матросов и дальнейшего морального падения, обещает, что напишет сестре Колли письмо, в котором создаст более достойную картину последних дней Колли, на чём и заканчивает свой дневник.

## Издания
На русском языке роман опубликован:
- в переводе Н. Ф. Роговской и М. Шерешевской (Уильям Голдинг. Собрание сочинений в четырёх томах. Том 4. Зримая тьма. СПб.: Симпозиум, 2000)[5].
- в переводе Е. Корягиной и А. Панасюк (Уильям Голдинг. «На край света. Ритуалы плавания; В непосредственной близости; Негасимое пламя». Астрель, 2012)

## Экранизации
В 2005 году английский телеканал Би-би-си снял мини-сериал «Путешествие на край земли» (англ. To the Ends of the Earth), где в роли Эдмунда Талбота снялся Бенедикт Камбербэтч.